# Burmerange
Burmerange är en liten by i sydöstra Luxemburg.  Det var en av Luxemburgs kommuner fram till 2011 då den blev infogad i kommunen Schengen. Kommunen låg i kantonen Canton de Remich och distriktet Grevenmacher, i den södra delen av landet, 20 kilometer sydost om huvudstaden Luxemburg.

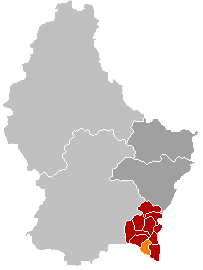
Den före detta kommunen Burmerange markerad med orange i karta över Luxemburg

.